# بيلي هنتر (محامي)
بيلي هنتر (بالإنجليزية: Billy Hunter)‏ هو لاعب كرة قدم أمريكية ومحامي أمريكي، ولد في 5 نوفمبر 1942 في كامدن في الولايات المتحدة.

## وصلات خارجية
- بيلي هنتر على موقع مرجع كرة القدم المحترفة.كوم (الإنجليزية)
- بيلي هنتر على موقع كلية كرة القدم في سبورتس رفرنس.كوم (الإنجليزية)